# Fox Lake 1
Fox Lake 1 är ett reservat i Kanada.   Det ligger i provinsen Manitoba, i den östra delen av landet, 1 800 km nordväst om huvudstaden Ottawa. Fox Lake 1 ligger vid sjön Fox Lake.
Trakten runt Fox Lake 1 är nära nog obefolkad, med mindre än två invånare per kvadratkilometer.